# Піритизація
Піритизація (рос. пиритизация, англ. pyritization, нім. Pyritisation f, Pyritisierung f) — процес зміни гірських порід або мінералів, який супроводжується значним виділенням піриту.
Піритизація — це процес, подібний до окременіння, але замість цього включає відкладення заліза та сірки в порах і порожнинах. Піритизація може призвести як до твердих копалин, так і до збереження м'яких складових. У морському середовищі піритизація відбувається, коли організми поховані в осадових відкладеннях, що містять високу концентрацію сульфідів заліза. Під час розпаду організми виділяють сульфід, який реагує з розчиненим залізом у навколишній воді. Ця реакція між залізом і сульфідами утворює пірит (FeS2). Карбонатний матеріал оболонки організму потім замінюється піритом через більшу концентрацію піриту та нижчу концентрацію карбонату в навколишній воді. Піритизація відбувається меншою мірою в рослинах у глинистих середовищах.